# Ann Dvorak
Ann Dvorak (* 2. August 1912 in New York City; † 10. Dezember 1979 in Honolulu, Hawaii; eigentlich Anna McKim) war eine US-amerikanische Schauspielerin.

## Leben
Ann Dvorak war die Tochter der Stummfilmschauspielers und -regisseurs Edwin McKim (1868–1942) und der Film- und Theaterschauspielerin Anna Lehr (1890–1974). Bereits im Alter von vier Jahren hatte Ann einen ersten Filmauftritt in dem dreistündigen Film Ramona, in dem sie Ramona als Vierjährige verkörperte. Ihre Mutter schaffte den Sprung zum Tonfilm Ende der 1920er-Jahre nicht, dagegen begann ihre Tochter mit dem Beginn des Tonfilms als Tanztrainerin für die frühen Filmmusicals von MGM zu arbeiten. Sie erschien in diesen Musicals als Tänzerin oder Chormädchen in einer größeren Gruppe, ohne dabei eine substanzielle Rolle zu erhalten.
Erste große Rollen erhielt Dvorak dann 1932 unter Studiovertrag bei Warner Brothers und gleich ihr zweiter Film bei Warner machte sie zum Star: Scarface an der Seite von Paul Muni, in dem sie die Schwester des von Muni verkörperten Gangsters spielte. Im selben Jahr heiratete sie den Schauspieler Leslie Fenton, mit dem sie eine achtmonatige Hochzeitsreise unternahm. Nach einem Rechtsstreit mit ihrem Studio Warner im Jahr 1936 hatte sie den Ruf einer Unruhestifterin, was für ihre Hollywoodkarriere nicht förderlich war. Nach dem Ende ihres Vertrages bei Warner arbeitete sie ab 1937 ohne feste Bindung an ein Filmstudio, war jedoch vermehrt auf B-Filme beschränkt.
Dvorak folgte 1941 ihrem Ehemann nach England, als er sich für die Royal Navy verpflichtete. 1945 wurde sie von ihm geschieden. In der zweiten Häifte der 1940er-Jahre drehte sie wieder regelmäßig in Hollywood. 1951 verabschiedete sie sich mit dem Film Vergeltung am Teufelssee (The Secret of Convict Lake) von der Leinwand. Im Jahr darauf stand sie letztmals für eine Fernsehserie als Schauspielerin vor der Kamera. Sie ließ sich zu diesem Zeitpunkt gerade von ihrem zweiten Ehemann Igor Dega, einem russischen Schauspieler, scheiden und heiratete ihren dritten Ehemann Nicholas Wade, mit dem sie bis zu ihrem Tod verheiratet war und in privater Zurückgezogenheit lebte. Sie starb am 10. Dezember 1979 im Alter von 67 Jahren.

## Filmografie (Auswahl)
- 1916: Ramona
- 1917: The Man Hater
- 1929: The Hollywood Revue of 1929
- 1929: Der jüngste Leutnant (Devil-May-Care)
- 1930: Venus auf Reisen (Chasing Rainbows)
- 1930: Buster rutscht ins Filmland (Free and Easy)
- 1930: Madam Satan
- 1930: Our Blushing Brides
- 1931: Irrwege des Lebens (Dance, Fools, Dance)
- 1931: Der Sohn des Rajah (Son of India)
- 1931: This Modern Age
- 1931: Der Spuk von Paris (The Phantom of Paris)
- 1931: The Guardsman
- 1932: Teufelsflieger (Sky Devils)
- 1932: Scarface
- 1932: Der Schrei der Menge (The Crowd Roars)
- 1932: Three on a Match
- 1934: Midnight Alibi
- 1934: Housewife
- 1934: 1929 – Manhattan N.Y. (Gentlemen Are Born)
- 1935: Dr. Socrates
- 1935: Der FBI-Agent (‘G’ Men)
- 1935: Im Scheinwerferlicht (Bright Lights)
- 1935: Musik um Mitternacht (Thanks a Million)
- 1937: Ein Faible für Pferde (Racing Lady)
- 1937: The Case of the Stuttering Bishop
- 1937: Manhattan Merry-Go-Round
- 1938: Wie leben wir doch glücklich! (Merrily We Live)
- 1940: Cafe Hostess
- 1945: San Francisco Lilly (Flame of Barbary Coast)
- 1946: Banditen ohne Maske (Abilene Town)
- 1947: Die Privataffären des Bel Ami (The Private Affairs of Bel Ami)
- 1947: Die lange Nacht (The Long Night)
- 1948: The Walls of Jericho
- 1950: Unser eigenes Ich (Our Very Own)
- 1950: Mein Leben gehört mir (A Life of Her Own)
- 1950: Die Rückkehr von Jesse James (The Return of Jesse James)
- 1950: Mrs. O’Malley and Mr. Malone
- 1951: Ich war eine amerikanische Spionin (I Was an American Spy)
- 1951: Vergeltung am Teufelssee (The Secret of Convict Lake)
- 1952: Broadway Television Theatre (Fernsehserie, Folge The Trial of Mary Dugan)